# New Orleans Saints 1987
La stagione 1987 dei New Orleans Saints è stata la 21ª della franchigia nella National Football League. Nella stagione accorciata per sciopero la squadra terminò per la prima volta nella sua storia con più vittorie che sconfitte, qualificandosi per i suoi primi playoff. Lì i Saints furono battuti per 44-10 dai Minnesota Vikings in casa. Jim Mora fu premiato come allenatore dell'anno della NFL.

## Roster
| Roster dei New Orleans Saints nel 1987 |
| --- |
| Quarterback - 11 John Fourcade - 3 Bobby Hebert - 12 Kevin Ingram - 14 Tim Riordan - 18 Dave Wilson Running Back - 30 Vincent Alexander - 21 Dalton Hilliard - 43 Garland Jean-Batiste - 36 Rueben Mayes - -- Jeff Rodenberger - 34 Barry Word Wide Receiver - 26 Stacey Dawsey - 87 Lonzell Hill - 86 Mike Jones - 84 Eric Martin - 88 Mark Pattison Tight End - 85 Hoby Brenner - 82 John Tice Offensive Linemen - 67 Stan Brock T - 59 James Campen C - 66 Chuck Commiskey G - 72 Jim Dombrowski T - 63 Brad Edelman G - 61 Joel Hilgenberg C - 71 Ken Kaplan T - 65 Steve Trapilo G Defensive Linemen - 75 Bruce Clark DE - 64 Ted Elliott DT - 99 Tony Elliott NT - 78 Shawn Knight NT - 73 Frank Warren DE - 94 Jim Wilks NT Linebacker - 57 Rickey Jackson OLB - 53 Vaughan Johnson ILB - 55 Joe Kohlbrand ILB - 58 Scott Leach OLB - 51 Sam Mills ILB - 56 Pat Swilling OLB Defensive Back - 28 Gene Atkins FS - 41 Toi Cook CB - 27 Antonio Gibson S - 39 Brett Maxie SS - 44 Dave Waymer CB Special Team - 7 Morten Andersen K - 6 Tommy Barnhardt P - 10 Brian Hansen P - 5 Florian Kempf K |
| Legenda - I rookie sono in corsivo. - Il primo ruolo è il principale mentre gli eventuali successivi indicano i ruoli secondari. - (IR) sta per Injured Reserve ed indica la lista ristretta per un solo giocatore infortunato che può tornare ad allenarsi dopo la settimana 6 e a rientrare in prima squadra dopo che questa ha giocato 8 partite. - (NF-Inj.) / (NF-Ill.) stanno rispettivamente per Non-Football Injured e Non-Football Illness ed indicano le liste dove viene inserito un giocatore che ha un infortunio o una malattia non dipendente dal football americano. - (PUP) sta per Physically Unable to Perform ed indica la lista dove viene inserito un giocatore mentre è in attesa di recuperare la condizione fisica. Nella stagione regolare dopo la sesta partita giocata dalla propria squadra, il giocatore ha tempo tre settimane per riprendere ad allenarsi, più tre settimane aggiuntive dal suo rientro agli allenamenti per rientrare in prima squadra. |

## Calendario
| Stagione regolare |                        |            |
| 1                 | Cleveland Browns       | V 28–21    |
| 2                 | at Philadelphia Eagles | S 27–21    |
| –                 | Atlanta Falcons        | cancellata |
| 3                 | Los Angeles Rams       | V 37–10    |
| 4                 | at St. Louis Cardinals | S 24–19    |
| 5                 | at Chicago Bears       | V 19–17    |
| 6                 | San Francisco 49ers    | S 24–22    |
| 7                 | at Atlanta Falcons     | V 38–0     |
| 8                 | at Los Angeles Rams    | V 31–14    |
| 9                 | at San Francisco 49ers | V 26–24    |
| 10                | New York Giants        | V 23–14    |
| 11                | at Pittsburgh Steelers | V 20–16    |
| 12                | Tampa Bay Buccaneers   | V 44–34    |
| 13                | Houston Oilers         | V 24–10    |
| 14                | at Cincinnati Bengals  | V 41–24    |
| 15                | Green Bay Packers      | V 33–24    |

## Classifiche
| NFC West               |    |    |   |      |     |      |     |     |     |
|                        | V  | S  | P | %    | DIV | CONF | PF  | PS  | STR |
| San Francisco 49ers(1) | 13 | 2  | 0 | .867 | 5–1 | 10–1 | 459 | 253 | V6  |
| New Orleans Saints(4)  | 12 | 3  | 0 | .800 | 4–1 | 8–3  | 426 | 283 | V9  |
| Los Angeles Rams       | 6  | 9  | 0 | .400 | 1–5 | 5–7  | 317 | 361 | S2  |
| Atlanta Falcons        | 3  | 12 | 0 | .200 | 1–4 | 3–8  | 205 | 436 | S3  |

## Premi
- Jim Mora:

allenatore dell'anno